# 黑馬牧人書
《黑馬牧人書》（The Shepherd of Hermas），天主教會譯為“何而馬牧者”，二世紀时基督教，是使徒教父著作中最長的一卷。黑馬是在第一世紀末第二世紀初在羅馬教會中的先知。《黑馬牧人書》在早期教会很受重视，有的教父接受该书的权威。三世纪的希腊神学家视此书为正典。此书在《西乃抄本》位于新约正典书卷之后，愛任紐和特土良亦都曾引用之。在《青山抄本》（Codex Claromontanus）中，黑馬牧人書位列《使徒行传》与《保罗行传》之间。

## 内容简介
此書内容包含了有五異象，十二命令與十比喻，应对本书的三部分——《异象篇》《命令篇》与《比喻篇》
- 五異象是勉勵信徒要悔改，要在面對逼迫時忠心。首四个异象中，出现了老妇人，少妇，年轻人和新妇——教会的象征。在第五个异象，牧人，也就是劝导忏悔的天使，吩咐黑马留下来并写下他传授的命令与比喻，引出后两卷书。
- 十二命令是基督徒本份的總結。第四命令中黑馬認為在受浸後只能再有一次的悔改，若再犯罪就很難得赦免了。
- 十比喻則是把異象和命令合在一起，即牧人指示黑马如何理解前两篇书卷中的教导。

黑馬的基督教主要是一套要遵行的規定。本书侧重于信徒的道德操守，尤其是在受洗后再次堕落的问题。当时的流行思想认为在受洗之后堕落就不可重新忏悔，因为已经丧失了救恩的机会。此书提出第二次悔改是可能的，但也仅有第二次而已。

## 外部連結
- （希腊文） 希臘文版《黑馬牧人書》全文 （页面存档备份，存于）
- （英文） 《黑馬牧人書》英文翻譯全文 （页面存档备份，存于）